# ستيف هايوارد
ستيف هايوارد (بالإنجليزية: Steve Hayward)‏ هو لاعب كرة قدم بريطاني، ولد في 8 سبتمبر 1971 في Pelsall ‏ في المملكة المتحدة. لعب مع ديربي كاونتي ونادي بارنسلي ونادي فولهام ونادي كارلايل يونايتد.

## وصلات خارجية
- ستيف هايوارد على موقع قاعدة بيانات كرة القدم.إي يو (الإنجليزية)
- ستيف هايوارد على موقع Soccerbase.com (لاعب) (الإنجليزية)